# أمادو ديا
أمادو ديا (بالفرنسية: Amadou Dia)‏ (8 يونيو 1993 بنانت في فرنسا - ) هو لاعب كرة قدم فرنسي في مركز الدفاع. شارك مع منتخب الولايات المتحدة تحت 18 سنة لكرة القدم. أما مع النوادي، فقد لعب مع سبورتينغ كانساس سيتي وReal Colorado Foxes ‏.

## وصلات خارجية
- أمادو ديا على موقع الدوري الأمريكي (الإنجليزية)
- أمادو ديا على موقع قاعدة بيانات كرة القدم.إي يو (الإنجليزية)